# Decaisnina celebica
Decaisnina celebica là một loài thực vật có hoa trong họ Loranthaceae. Loài này được (Hemsl.) Barlow mô tả khoa học đầu tiên năm 1993.